# Ryan’s World
Ryan’s World (ранее Ryan ToysReview) — детский канал на YouTube с участием Райана Кадзи, которому по состоянию на июнь 2021 года было десять лет, вместе с его матерью (Лоанн Кадзи), отцом (Шион Кадзи) и сёстрами-близнецами (Эмма и Кейт).
Канал обычно каждый день выпускает новое видео. Одно из видео канала под названием Huge Eggs Surprise Toys Challenge набрало более 2,0 миллиардов просмотров по состоянию на ноябрь 2020 года, что сделало его одним из 60 самых просматриваемых видео на YouTube.  По состоянию на май 2023 года у канала более 34 миллионов подписчиков, а его видео собрали более 53 миллиардов просмотров. Канал входит в сотню самых популярных каналов YouTube в США.
The Verge описал канал как «смесь личного видеоблога и видео «распаковок», смесь невинных детских выходок и безжалостного, часто подавляющего потребительства». По данным Forbes, Кадзи заработал 11 миллионов долларов в период с 2016 по 2017 год и занял восьмое место среди самых высокооплачиваемых пользователей YouTube; а в 2018 и 2019 годах был указан как самый высокооплачиваемый ютубер, заработав 22 и 26 миллионов долларов соответственно от своих видео и продуктовой линейки. Его самое популярное видео, в котором он получает гигантское яйцо Молнии Маккуина, набрало более 400 миллионов просмотров. В 2018 году его канал про игрушки попал в Книгу рекордов Гиннеса. Он начал публиковать игровой процесс Roblox на своем канале YouTube в 2020 году.
Канал также доступен на других языках, таких как испанский и японский, под названиями «Ryan’s World Español», «ライアンズ ・ワールド».

## История
Кадзи начал снимать видео на YouTube в марте 2015 года, когда посмотрел другие каналы с обзорами игрушек и спросил свою мать: «Почему я не на YouTube, когда все остальные дети там?».  Мать Кадзи ушла с работы учителя химии, чтобы стать YouTube-блогером на постоянной основе..
Перед тем, как завести канал на YouTube, семья заменила свою настоящую фамилию (Гуань) на экранную фамилию Кадзи.
В 2017 году родители Кадзи подписали контракт с PocketWatch, детской медиа-компанией, основанной в 2016 году Крисом Уильямсом и Альби Хечтом. PocketWatch занимается маркетингом и продажей каналов Райана на YouTube. В 2018 году Ryan ToysReview в сотрудничестве с PocketWatch и WildWorks создали приложение под названием Tag with Ryan, бесконечный раннер, ориентированный на детей, для iOS и Android.  В 2019 году Ryan ToysReview и PocketWatch выпустили 20-серийный телесериал для дошкольников под названием Ryan’s Mystery Playdate. 1 ноября 2019 года Outright Games выпустила видеоигру «Гонка с Райаном», гоночную игру с участием Кадзи и персонажей бренда Ryan’s World для PlayStation 4, Xbox One, Nintendo Switch и Microsoft Windows.
Канал объявил, что 27 ноября 2020 года на Amazon Kids+ состоится премьера гибридного мультсериала «Super Spy Ryan». 4 декабря 2020 года было объявлено, что Ryan’s World запускает официальную игру на игровой платформе Roblox.

## Влияние
Кадзи повлиял на индустрию игрушек; его обзоры игрушек, особенно те, которые набирают миллионы просмотров, иногда влияют на продажи игрушек. Крис Уильямс из PocketWatch сравнил Кадзи с Губкой Бобом из Nickelodeon.
На выставке игрушек North American International Toy Fair 2018 года в Нью-Йорке Кадзи анонсировал линейку игрушек под брендом Ryan’s World в сотрудничестве с PocketWatch и Bonkers Toys. Впервые игрушки были выпущены эксклюзивно в Walmart 6 августа 2018 года.
Канал Ryan’s World был включён в список Forbes в 2018 и 2019 годах как самый прибыльный канал YouTube.
В описании канала упоминается, что большая часть рассмотренных игрушек позже была передана на благотворительность. Его мать сказала Tubefilter, что «Райан не оставляет себе все игрушки, которые он получает — мы отдаём многие из них друзьям и семье, а также многие из них — на благотворительность».

## Полемика
28 августа 2019 года Федеральная торговая комиссия подали жалобу из-за того, что спонсируемые ею видео не были должным образом раскрыты. Правда, в рекламе заявила, что «почти 90 процентов видеороликов Ryan ToysReview содержат по крайней мере одну рекомендацию по платному продукту, предназначенную для дошкольников — группу, слишком юную, чтобы отличить рекламу от обзора». Эти рекламные объявления часто изображают нездоровую пищу[проверить перевод].